# Casimirsborg
Casimirsborg är en herrgård strax söder om Gamleby i Gamleby socken i Västerviks kommun. Det ligger vid Gamlebyviken och byggdes 1829 i tjustempire på resterna av ett så kallat fast hus från 1300-talet[källa behövs] och en herrgård från 1600-talet.
Huvudbyggnaden innehåller en paradvåning med bland annat norra Smålands största salong (cirka 100 m²), som i stora stycken återställts till ursprungsskicket. Kapellet i nygotisk stil är Sveriges andra miljö i denna stil.

## Biografi
Under medeltiden fanns på platsen en by som hette Mem eller Mäm (stavades 1379 Mæm). Byn omfattade två gårdar och nämns första gången 1379 då en Olof i Mem var faste på häradstinget. Året därpå (1380) sålde Tyrgils Geme, borgare i Västervik och hans hustru Katarina, en mindre jordlott i byn till drotsen Bo Johnsson Grip, som 1383 köpte mera jord i byn av Johan Moltke och dennes hustru Katarina Kettilsdotter Glysing och därefter lade alltsammans under Vinäs.
I början av 1600-talet ägdes Mem av Sidonia Grip, som gifte sig med sin kusin greve Johan Casimir Lewenhaupt. Denne lade samman alla gårdar på Norrlandet till ett enhetligt gods, fick 1618 säteriprivilegier på godset, byggde en herrgård med två flyglar och döpte säteriet till Casimirsborg efter sig själv.
År 1809 brann herrgården och 1829 byggde arkitekt Jöran Folke Oppman och byggmästare Jonas Jonsson den nuvarande byggnaden på uppdrag av greveparet Gustaf och Sophie Lewenhaupt. Efter hennes död 1850 gick godset ur släkten Lewenhaupts ägo och det ägs i dag av Björn Becker och hans hustru Louise Klingspor.[källa behövs]
Herrgården är ej öppet för allmänheten men visas efter överenskommelse för intresserade.
Casimirsborg är även känt för de många hällristningar som finns i trakten.